# Armeegruppe Heinrici
De Armeegruppe Heinrici was een Duitse Armeegruppe in de Tweede Wereldoorlog, genoemd naar de bevelhebber Gotthard Heinrici. De Armeegruppe existeerde tweemaal en kwam in actie in de centrale sector van het oostfront in 1944/45.

## Krijgsgeschiedenis
Op 15 augustus 1944 werd de Armeegruppe Heinrici opgericht door het omdopen van Armeegruppe Raus doordat General der Panzertruppe/Generaloberst Erhard Raus vervangen was door Generaloberst Gotthard Heinrici. De Armeegruppe bestond uit het 1e Pantserleger met onder bevel het 1e Hongaarse Leger. In deze periode lag de Armeegruppe redelijk stabiel in de frontlijn voor de Karpaten-passen. Op 21 oktober 1944 werd de legers van Armeegruppe Heinrici weer opgesplitst en gingen het 1e Hongaarse Leger en 1e Pantserleger weer apart verder.
Op 17 december 1944 werd de Armeegruppe weer in het leven geroepen in dezelfde samenstelling. De legergroepsgrens was de vorige dag verschoven en daardoor werd het 1e Hongaarse Leger overgenomen van Armeegruppe Wöhler. De Armeegruppe voerde verdedigende gevechten in Slovakije (de Beskiden) tot medio februari 1945, gevolgd door gevechten in Moravië. Op 10 maart 1945 werd de Armeegruppe aangevallen door het 4e Oekraïense Front in diens Moravië–Ostrava-Offensief en werd in een week tijd met zware verliezen over een 15 km breed front zo’n 6–12 km teruggedreven. 
Op 19 maart 1945 verliet Generaloberst Heinrici de Armeegruppe, die daarmee haar naamgever verloor en weer bekend stond als alleen het 1e Pantserleger.

## Commandant
| Rang          | Naam              | Begin            | Eind            |
| ------------- | ----------------- | ---------------- | --------------- |
| Generaloberst | Gotthard Heinrici | 15 augustus 1944 | 21 oktober 1944 |
|               |                   |                  |                 |
| Generaloberst | Gotthard Heinrici | 17 december 1944 | 19 maart 1945   |